# NEXT GENERATION
NEXT GENERATION（ネクストジェネレーション）は、日本の芸能事務所ライジングプロダクションに所属し、歌手や女優を目指してレッスンに励む女性新人タレントによるプロジェクト。

## 来歴
2007年6月25日にお披露目記者会見が東京・神宮前のレストラン「表参道bamboo」で行われ、当時のメンバーが1人60秒の自己PRをした。
2011年11月18日、公式ブログがアメーバブログへ移転。
2016年12月29日を最後に公式ブログの更新が止まり、2017年以降にライジングプロダクションの公式HPからプロフィールが削除される。プロジェクト終了、休止、解散等の公式発表は一切なされていない。牧野真鈴、染野里奈は原宿駅前パーティーズのグループ内チーム「原駅ステージA」のメンバーとして活動。辻風羽、長谷川虹歩、崎山眞羽は個人としての活動状況は不明。

## メンバー
※2016年12月時点
- 辻風羽
- 長谷川虹歩
- 牧野真鈴（原宿駅前パーティーズ「原駅ステージA」所属）
- 崎山眞羽（『ラブベリー』元専属モデル、ナルミヤシンデレラオーディション2011ブルークロスガールズ賞）
- 染野里奈（原宿駅前パーティーズ「原駅ステージA」所属）[注 1]

## 元メンバー
事務所に残留
- 滝裕可里（キャレス大阪校出身）
- 朝日奈央（『ラブベリー』元専属モデル、アイドリング!!!15号）
- 平塚日菜（ふわふわメンバー）

他事務所へ移籍等
- 橘美緒（『ラブベリー』元専属モデル、九州・沖縄スターライトオーディション2001審査員特別賞、オフィス北野元所属、オフィスノアール所属）
- 永山飛鳥（キャレス大阪校出身、ナルミヤシンデレラオーディション2006グランプリ、Dancing Dolls元メンバー、YARD元所属、TGLAB所属）
- 永山杏佳（同上）
- 中島弥咲（キャレス大阪校出身、2005年11月養成契約、現Dancing Dolls、YARD所属）
- 門元穂果（キャレス大阪校出身、養成契約、現Dancing Dolls、Sony Records所属）
- 大谷澪（ミスマガジン2008審査員特別賞、K-point所属）
- 安藤笑（キャレス大阪校出身、2005年11月養成契約、Star☆T元メンバー、愛乙女☆DOLL元メンバー、Jewel☆Cielメンバー、Arc Jewel所属）
- 浅野由来音（『ラブベリー』元専属モデル、ナルミヤシンデレラオーディション2007グランプリ、iDOL Street「w-Street」リーダー、エイベックス・マネジメント元所属）
- 脇菜々香（キャレス大阪校出身、2005年11月養成契約、アミューズ特待生）
- 中村里帆（ナルミヤシンデレラオーディション2011グランプリ、『ニコラ』元専属モデル）
- 北口和沙（スターライトオーディション2006、アーティスト部門・審査員特別賞、フリーランス）
- 市山京香（エイジアプロモーション元所属）
- 西内まりや（『ニコラ』元専属モデル、『セブンティーン』元専属モデル、映画『ライラの冒険 黄金の羅針盤』ライラ役オーディション グランプリ、フリーランス）
- 田尻あやめ（『ニコ☆プチ』元専属モデル、『ピチレモン』元専属モデル、ナルミヤシンデレラオーディション2009グランプリ、乙女新党元メンバー、FRESH CAMPUS CONTEST 2019 3次審査通過者）
- 藤麻理亜（『ニコラ』元専属モデル、『セブンティーン』元専属モデル）

引退
- 伊藤楓恋
- 若林芹奈（『ラブベリー』元専属モデル）
- 西山美紗玖
- 藤原優穂（キャレス大阪校出身）
- 仲村彩純 （『ラブベリー』元専属モデル）
- 森万由子（南日本放送アナウンサー、『ラブベリー』元専属モデル）
- 藤田みりあ（『ニコ☆プチ』元専属モデル、フェアリーズ元メンバー、ミス明治学院大学2018グランプリ）

消息不明
- 嘉数夏葵（「沖縄んアイドル」出身、ミス桜美林コンテスト2009ファイナリスト）
- 佐藤優衣
- 立花里紗（スターライトオーディション2006、モデル,俳優,タレント部門・グランプリ）
- 津覇円佳（「沖縄んアイドル」出身）
- 長間まりこ・ステファニー
- 長谷川杏菜（スターライトオーディション2006、美少女部門・グランプリ）
- 桑原かおり
- 宮平佳奈（スターライトオーディション2006、アーティスト部門・審査員特別賞）
- 松本望（スターライトオーディション2006、モデル,俳優,タレント部門・審査員特別賞）
- 近野咲彩
- 今村茶子
- 二瓶葵
- 塚本凪沙（ふわふわ兼原宿乙女元メンバー）

## ディスコグラフィ

### 参加作品
| 発売日         | 曲名           | 収録作品                                                                      | レーベル     | 規格品番   | 備考 |
| -------------- | -------------- | ----------------------------------------------------------------------------- | ------------ | ---------- | --- |
| 2008年 12月3日 | 鳥の詩         | Various Artists 『VISION FACTORY COMPILATION 〜阿久悠、作家生活40周年記念〜』 | SONIC GROOVE | AVCD-16161 | 夏円 from NEXT GENERATION名義。杉田かおるのカバー。 |
| 2008年 12月3日 | 狂わせたいの   | Various Artists 『VISION FACTORY COMPILATION 〜阿久悠、作家生活40周年記念〜』 | SONIC GROOVE | AVCD-16161 | 脇菜々香・中島弥咲・門元穂果 from NEXT GENERATION名義。山本リンダのカバー。                                                                                 |
| 2008年 12月3日 | 天使になれない | Various Artists 『VISION FACTORY COMPILATION 〜阿久悠、作家生活40周年記念〜』 | SONIC GROOVE | AVCD-16161 | 北口和沙 from NEXT GENERATION名義。和田アキ子のカバー。本作発売時点では デビュー・シングル「Am I Fallin' in Love?」の発売前であり、この曲がプレデビュー曲。 |